# Station Rochester
Rochester is een spoorwegstation van National Rail in Rochester, Medway in Engeland. Het station is eigendom van Network Rail en wordt beheerd door Southeastern. Het station is geopend in 1892.

Het oude station (1892-2015)